# Rmdir

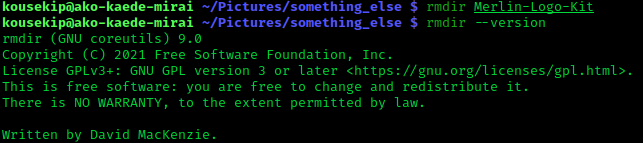
Saída no terminal mostrando a versão do utilitário rm

O comando rmdir(remove directory) é usado no sistema operacional Unix e DOS para remover diretórios vazios. O diretório tem que estar vazio antes de ser excluído. Em geral é usado desta maneira:
```
rmdir nome_do_diretorio
```

Onde nome_do_diretorio é o nome do diretório que deve ser removido. Há mais argumentos que especificam outras funcionalidades, como o argumento -p que remove o diretório pai se ele também se tornar vazio como no exemplo:
```
rmdir -p lorem/ipsum/dolor
```

Este comando removerá o diretório dolor. Se o diretório ipsum se tornar vazio com esta remoção também será removido e o mesmo para o diretório lorem se ele também se tornar vazio.
Caso o diretório especificado não esteja vazio, ele não será removido. No Unix você deve utilizar o comando rm com o argumento -r para remover arquivos e diretórios recursivamente. Para os sistemas DOS você deve utilizar o comando deltree.
Há várias chaves para o comando rm:
- --directory (-d) - Remove um diretório
- --force (-f) - Não pede confirmações ao usuário e ignora os arquivos não localizados.
- --interactive (-i) - Confirma sempre com o usuário.
- --recursive (-r ou -R) - Remove todo o conteúdo de todos os subdiretórios.

O rm não apaga um diretório, porém com a utilização da chave --recursive apaga todos os diretórios achados.